# 矢野アケミ
矢野アケミ（やの あけみ、1973年 - ）は、日本の絵本作家。

## 来歴
1973年、愛知県生まれ。2001年より絵本づくりを始める。2006年-2007年度にかけて、三重県四日市市の子どもの本専門店「メリーゴーランド」主催の絵本塾でプロとしての絵本づくりを学ぶ。2009年『ジェリーのあーなあーな』（大日本図書）でデビュー。『どうぶつドドド』（鈴木出版、2015年）が第22回日本絵本賞読者賞【山田養蜂場賞】を受賞。

## 主な著作

### 絵本
- 『どうぶつドドド』（2015年11月、鈴木出版、ISBN 978-4790252979）
- 『わっかが8ぽんスポン！』（2016年3月、PHP研究所、ISBN 978-4569785417）

#### 「犬のジェリー」シリーズ
- 『ジェリーのながーいながーい』（2010年6月、大日本図書、ISBN 978-4477022949）
- 『ジェリーのこーろころん』（2010年6月、大日本図書、ISBN 978-4477022956）
- 『ジェリーのあーな あーな』（2009年3月、大日本図書、ISBN 978-4477019895）

#### 「ぐるぐるえほん」シリーズ
- 『ぐるぐるカレー』（2012年8月、アリス館、ISBN 978-4752005902）
- 『ぐるぐるせんたく』（2013年11月、アリス館、ISBN 978-4752006404）
- 『ぐるぐるジュース』（2014年9月、アリス館、ISBN 978-4752006831）